# Google Reader
Google Reader — RSS-агрегатор компании Google. Начал работу 7 октября 2005 года. Статус бета-версии был снят 17 сентября 2007 года. Прекратил свою работу 2 июля 2013 года (пользовательские данные были доступны до 15 июля).

## Функциональность

### Принцип работы
Пользователь может подписываться на рассылки используя механизм поиска Google Reader или указав непосредственный URL. Новые сообщения будут появляться на левой стороне экрана в виде списка, который затем можно отсортировать по дате или релевантности.

### Разделение доступа
Записи в Google Reader могут разделяться между несколькими пользователями. Этого можно достичь, послав пользователю по электронной почте ссылку на разделяемый ресурс. Однако функциональность Google Reader позволяет группе пользователей создать веб-сайт, который будет включать в себя все сообщения, относящиеся к их учётной записи. Другие пользователи могут получать уведомления об изменении этой коллективной страницы.

### Автономная работа
Google Reader был первым сервисом, использующим Google Gears — расширение браузера, которое позволяет «работать в сети», находясь при этом в автономном режиме. Пользователи, установившие это расширение, могут загрузить до 2000 записей для прочтения в автономном режиме, а после подключения к сети Google Reader производит их обновление.

### Мобильный доступ
Мобильный интерфейс доступа к Google Reader появился 18 мая 2006 года. Для его использования требуется поддержка телефоном технологий XHTML и WAP 2.0.

### Персональная домашняя страница
4 мая 2006 года была добавлена новая функциональность, которая позволила пользователю размещать все сообщения из своей подписки на своей личной странице.